# Liste der Fernstraßen in Malawi
Diese Liste zeigt die Fernstraßen und Straßentypen in Malawi auf. Es gibt sechs Typen von Straßen, zum Ersten die Fernstraßen beginnend mit M, zum Zweiten die Sekundärstraßen, beginnend mit einem S, zum Dritten die Distriktstraßen, beginnend mit D, zum Vierten die Tertiär-Straßen mit Nummern von 100 bis 110, zum Fünften Quartär-Straßen mit Nummern von 300 bis 302 und zum Sechsten die Nebenstraßen, beginnend mit B.

## Fernstraßen
| Kurz | Name | Verlauf                                                                                    | Länge   |
| ---- | ---- | ------------------------------------------------------------------------------------------ | ------- |
|      | M1   | Grenze nach Mosambik – Marka – Blantyre – Lilongwe – Mzuzu – Lponga – Grenze nach Tansania | 1170 km |
|      | M2   | Blantyre – Mulanje – Muloza – Grenze nach Mosambik                                         | 130 km  |
|      | M3   | Blantyre – Liwonde – Chiponde – Grenze nach Mosambik                                       | 250 km  |
|      | M4   | Newlands – Cisitu                                                                          | 50 km   |
|      | M5   | Balaka – Salima – Mzuzu                                                                    | 500 km  |
|      | M6   | Malope – Mwanza – Grenze nach Mosambik                                                     | 70 km   |
|      | M7   | Manondo – Mbobo                                                                            | 90 km   |
|      | M8   | Tseka – Liwonde                                                                            | 45 km   |
|      | M9   | Mzimba – Katumbi – Chitipa – Grenze nach Sambia                                            | 360 km  |
|      | M10  | Dedza – Mangochi                                                                           | 110 km  |
|      | M11  | Timbiri – Chikwina                                                                         | 25 km   |
|      | M12  | Lilongwe – Mchinji – Grenze nach Sambia weiter als T4                                      | 110 km  |
|      | M14  | Kanengo – Chimubve                                                                         | 80 km   |
|      | M16  | Besera – Chidothi                                                                          | 25 km   |
|      | M18  | Kasungu – Nkhotakota                                                                       | 125 km  |